# Андрід
Андрід (рум. Andrid) — село у повіті Сату-Маре в Румунії. Адміністративний центр комуни Андрід.
Село розташоване на відстані 448 км на північний захід від Бухареста, 51 км на південний захід від Сату-Маре, 125 км на північний захід від Клуж-Напоки.

## Населення
За даними перепису населення 2002 року у селі проживала 1321 особа.
Національний склад населення села:
| Національність | Кількість осіб | Відсоток |
| -------------- | -------------- | -------- |
| румуни         | 786            | 59,5%    |
| угорці         | 493            | 37,3%    |
| цигани         | 40             | 3,0%     |

Рідною мовою назвали:
| Мова      | Кількість осіб | Відсоток |
| --------- | -------------- | -------- |
| румунська | 804            | 60,9%    |
| угорська  | 516            | 39,1%    |